# Aleksej Vzdychalkin
Aleksej Nikolaevič Vzdychalkin (in russo Алексей Николаевич Вздыхалкин?; Sal'sk, 18 settembre 1985) è un cestista russo.